# Periodo parlamentario 2016-2021 del Congreso de la República del Perú
El Periodo parlamentario 2016-2021 del Congreso de la República del Perú, corresponde a las sesiones legislativas del parlamento elegido en las elecciones generales de 2016, el cual se instaló el 27 de julio de 2016 con el mandato de sesionar hasta el 26 de julio de 2021. Sin embargo, el 30 de septiembre de 2019 el presidente Martín Vizcarra dispuso su disolución en aplicación del artículo 134° de la Constitución Política del Perú y convocó a elecciones congresales extraordinarias, produciéndose así un interregno desde el momento de la disolución hasta la instalación del nuevo congreso ocurrida el 16 de marzo de 2020. Este nuevo Congreso fue elegido con la finalidad de completar el periodo parlamentario hasta el 26 de julio de 2021.

## Congreso regular (2016-2019)
En las elecciones generales de Perú de 2016 se eligió al congreso para desempeñar sus funciones por un periodo de cinco años desde el 27 de julio de 2016 hasta el 26 de julio de 2021. No obstante, en septiembre de 2019 se produjo la disolución del congreso y convocatoria a elecciones extraordinarias para la elección de un nuevo congreso que complete el periodo 2016-2021, por lo que el congreso originalmente elegido sólo sesionó hasta el 30 de septiembre de 2019.

### Conformación
La conformación original del Congreso dio a la agrupación fujimorista Fuerza Popular una mayoría de 73 curules de un total de 130. La agrupación de izquierda Frente Amplio quedó como la segunda fuerza congresal con 20 curules y el partido político Peruanos por el Kambio del presidente Pedro Pablo Kuczynski (sucedido luego por Martín Vizcarra) obtuvo sólo 18 curules. Las demás agrupaciones obtuvieron un participación menor.
| Agrupación Política                         | N.º         |
| ------------------------------------------- | ----------- |
| Fuerza Popular                              | 73          |
| Frente Amplio por Justicia, Vida y Libertad | 20          |
| Peruanos Por el Kambio                      | 18          |
| Alianza para el Progreso                    | 9           |
| Partido Aprista Peruano                     | 5           |
| Acción Popular                              | 5           |
| Total                                       | 130 Curules |

### Última conformación (30 de septiembre de 2019)
Durante el periodo 2016-2019 se produjeron una serie de cambios en la conformación de las bancadas como consecuencia de la renuncia o expulsión de congresistas ocurrida en diferentes grupos parlamentarios, modificándose así el número de integrantes de algunas bancadas y en algunos casos generándose nuevas. 
| Bancadas                         | Conformación | Conformación          | Conformación                                                                     |
| Bancadas                         | Curules      | Líderes               | Voceros de Bancada                                                               |
| -------------------------------- | ------------ | --------------------- | -------------------------------------------------------------------------------- |
| Fuerza Popular                   | 53           | Keiko Fujimori        | Titular Milagros Salazar                                                         |
| Nuevo Perú                       | 11           | Verónika Mendoza      | Titular Indira Huilca                                                            |
| Alianza para el Progreso         | 10           | César Acuña           | Titular Luis Iberico                                                             |
| Frente Amplio                    | 9            | Marco Arana           | Titular Hernando Cevallos                                                        |
| Acción Popular                   | 7            | Víctor García         | Titular Armando Villanueva                                                       |
| Cambio 21                        | 6            | Kenji Fujimori        | Titular Clayton Galván                                                           |
| Partido Aprista Peruano          | 5            | Alan García           | Titular Luciana León                                                             |
| Contigo                          | 5            | Pedro Pablo Kuczynski | Titular Gilbert Violeta                                                          |
| Peruanos Por el Kambio           | 5            | Martín Vizcarra       | Titular Clemente Flores                                                          |
| Bancada Liberal                  | 5            | Alberto de Belaunde   | TitularGino Costa                                                                |
| Acción Republicana               | 5            | Pedro Olaechea        | Titular Julio Rosas Huaranga                                                     |
| Unidos por la República          | 5            | Daniel Salaverry      | Titular Patricia Donayre                                                         |
| No agrupados                     | 4            |                       | Parlamentarios Mercedes Aráoz Carlos Bruce Ana María Choquehuanca Roberto Vieira |
| Total:                           | 130          |                       |                                                                                  |
| Fuente: Congreso de la República |              |                       |                                                                                  |

### Disolución
El 30 de septiembre de 2019 el presidente Martín Vizcarra anunció en un mensaje a la nación su decisión de disolver el parlamento al considerar que ese día se había negado por segunda vez la confianza a un gabinete ministerial. La disolución se materializó con la expedición del Decreto Supremo N° 165-2019-PCM que además contenía la convocatoria a un proceso electoral especial para la elección de un nuevo congreso que complete el periodo del disuelto hasta julio de 2021.

## Congreso complementario (2020-2021)
Como consecuencia de la disolución del congreso, en enero de 2020 se llevaron a cabo las elecciones congresales extraordinarias que dieron como resultado la conformación del nuevo congreso encargado de completar el periodo parlamentario hasta el 26 de julio de 2021.

### Conformación
| Agrupación Política      | N.º         |
| ------------------------ | ----------- |
| Acción Popular           | 25          |
| Alianza para el Progreso | 22          |
| FREPAP                   | 15          |
| Fuerza Popular           | 15          |
| Unión por el Perú        | 13          |
| Podemos Perú             | 11          |
| Somos Perú               | 11          |
| Frente Amplio            | 9           |
| Partido Morado           | 9           |
| Total                    | 130 Curules |

### Conformación  hasta el final del periodo
| Bancadas                      | Conformación | Conformación                              | Conformación                    |
| Bancadas                      | Curules      | Líderes                                   | Voceros de Bancada              |
| ----------------------------- | ------------ | ----------------------------------------- | ------------------------------- |
| Acción Popular                | 24           | Mesías Guevara Manuel Merino              | Titular Otto Guibovich Arteaga  |
| Alianza para el Progreso      | 21           | César Acuña                               | TitularFernando Meléndez Celis  |
| FREPAP                        | 15           | Ezequiel Jonás Ataucusi Molina            | Titular María Teresa Céspedes   |
| Fuerza Popular                | 15           | Keiko Fujimori Luis Galarreta             | Titular Diethell Columbus       |
| Podemos Perú                  | 11           | Daniel Urresti José Luna                  | Titular Aron Espinoza           |
| Unión por el Perú             | 9            | José Vega Antonio Antauro Humala          | Titular Yessica Apaza Quispe    |
| Partido Morado                | 9            | Julio Guzmán Francisco Sagasti            | Titular Daniel Olivares         |
| Frente Amplio                 | 8            | Marco Arana                               | Titular Lenin Checco Chauca     |
| Somos Perú                    | 5            | Rosa Patricia Li Sotelo Juan Carlos Zurek | Titular Luis Dioses Guzmán      |
| Nueva Constitución            | 5            | No aplica                                 | Titular María Bartolo Romero    |
| Descentralización Democratica | 5            | No aplica                                 | Titular Felicita Tocto Guerrero |
| Sin Bancada                   | 3            | No aplica                                 | -                               |
| Total                         | 130          |                                           |                                 |

### Congresistas
| Distrito Electoral                 | Congreso                | Lista Partidaria         | N° | Bancada Actual                |
| ---------------------------------- | ----------------------- | ------------------------ | -- | ----------------------------- |
| Lima y Residentes en el extranjero | Omar Chehade            | Alianza para el Progreso | 1  | Alianza para el Progreso      |
| Lima y Residentes en el extranjero | Carmen Omonte           | Alianza para el Progreso | 2  | Alianza para el Progreso      |
| Lima y Residentes en el extranjero | Francisco Sagasti       | Partido Morado           | 1  | Partido Morado                |
| Lima y Residentes en el extranjero | Carolina Lizárraga      | Partido Morado           | 2  | Partido Morado                |
| Lima y Residentes en el extranjero | Zenaida Solís           | Partido Morado           | 5  | Partido Morado                |
| Lima y Residentes en el extranjero | Alberto de Belaunde     | Partido Morado           | 6  | Partido Morado                |
| Lima y Residentes en el extranjero | Gino Costa              | Partido Morado           | 7  | Partido Morado                |
| Lima y Residentes en el extranjero | Daniel Olivares         | Partido Morado           | 20 | Partido Morado                |
| Lima y Residentes en el extranjero | Enrique Fernández       | Frente Amplio            | 1  | Frente Amplio                 |
| Lima y Residentes en el extranjero | Rocío Silva-Santisteban | Frente Amplio            | 2  | Frente Amplio                 |
| Lima y Residentes en el extranjero | Arlette Contreras       | Frente Amplio            | 8  | No agrupado                   |
| Lima y Residentes en el extranjero | Rennan Espinoza         | Somos Perú               | 1  | No agrupado                   |
| Lima y Residentes en el extranjero | Guillermo Aliaga        | Somos Perú               | 3  | Somos Perú                    |
| Áncash                             | Hirma Alencastre        | Somos Perú               | 1  | Somos Perú                    |
| Áncash                             | Betto Barrionuevo       | Somos Perú               | 4  | Descentralización Democrática |
| Apurimac                           | Lenin Checco            | Frente Amplio            | 1  | Frente Amplio                 |
| Callao                             | Miguel Ángel Gonzales   | Partido Morado           | 1  | Partido Morado                |
| Cajamarca                          | Walter Benavides        | Alianza para el Progreso | 1  | Alianza para el Progreso      |
| Cajamarca                          | Moisés Gonzales         | Alianza para el Progreso | 2  | No agrupado                   |
| Cajamarca                          | Mirtha Vásquez          | Frente Amplio            | 2  | Frente Amplio                 |
| Cajamarca                          | Felicita Tocto          | Somos Perú               | 2  | Descentralización Democrática |
| Cusco                              | Matilde Fernández       | Somos Perú               | 4  | Somos Perú                    |
| Piura                              | Mario Quispe            | Alianza para el Progreso | 3  | Alianza para el Progreso      |
| Piura                              | Angélica Palomino       | Partido Morado           | 1  | Partido Morado                |
| Piura                              | Luis Dioses             | Somos Perú               | 1  | Somos Perú                    |
| Puno                               | Iván Quispe             | Frente Amplio            | 1  | Frente Amplio                 |
| La Libertad                        | Lenin Bazán             | Frente Amplio            | 1  | Frente Amplio                 |
| La Libertad                        | Mariano Yupanqui        | Somos Perú               | 6  | Descentralización Democrática |
| Lambayeque                         | Humberto Acuña          | Alianza para el Progreso | 1  | Alianza para el Progreso      |
| Lambayeque                         | Jorge Luis Pérez        | Somos Perú               | 2  | Somos Perú                    |
| Ucayali                            | César Gonzales          | Somos Perú               | 1  | Descentralización Democrática |
| Arequipa                           | Mario Quispe            | Alianza para el Progreso | 3  | Alianza para el Progreso      |
| Arequipa                           | José Antonio Nuñez      | Partido Morado           | 1  | Partido Morado                |
| Arequipa                           | José Luis Ancalle       | Frente Amplio            | 3  | Frente Amplio                 |
| Amazonas                           | Absalón Montoya         | Frente Amplio            | 1  | Frente Amplio                 |
| Amazonas                           | Grimaldo Vásquez        | Somos Perú               | 1  | Descentralización Democrática |

## Congresistas con mayor antigüedad

### Periodo 2020-2021
| Rango actual | Congresista              | Partido | Partido                  | Circunscripción    | Inicio (primer periodo) | Experiencia previa                                                                         | Comisiones y posiciones de liderazgo                                                                     |
| ------------ | ------------------------ | ------- | ------------------------ | ------------------ | ----------------------- | ------------------------------------------------------------------------------------------ | --- |
| 1            | Martha Chávez            |         | Fuerza Popular           | Lima Metropolitana | Enero 1993              | Ex congresista, ex constituyente (18 años, 8 meses)                                        | Presidenta: Inteligencia                                                                                 |
| 2            | Manuel Merino            |         | Acción Popular           | Tumbes             | 26 de julio de 2001     | Ex congresista (10 años)                                                                   | Presidente del Congreso (2020)                                                                           |
| 3            | Enrique Fernández Chacón |         | Frente Amplio            | Lima Metropolitana | 28 de julio de 1978     | Exdiputado, ex constituyente (7 años)                                                      | Portavoz alterno del Frente Amplio                                                                       |
| 4            | Omar Chehade             |         | Alianza para el Progreso | Lima Metropolitana | 26 de julio de 2011     | Ex congresista (5 años) Exvicepresidente de la República (6 meses)                         | Presidente: Constitución                                                                                 |
| 5            | Carmen Omonte            |         | Alianza para el Progreso | Lima Metropolitana | 26 de julio de 2011     | Ex congresista (5 años) Exministra de la Mujer (1 año)                                     | Presidenta: Reforma de Pensiones Vicepresidenta: Liga Perú-Israel                                        |
| 6            | Carlos Almerí            |         | Podemos Perú             | Lima Metropolitana | 26 de julio de 2011     | Ex congresista (5 años) Exministro de Trabajo (9 meses)                                    | Presidente: Comisión Investigadora "Club de la Construcción" Vicepresidente: Constitución                |
| 7            | Rennán Espinoza          |         | Somos Perú               | Lima Metropolitana | 26 de julio de 2011     | Ex congresista (5 años) Exalcalde de Puente Piedra (8 años)                                | Portavoz de Somos Perú (2020)                                                                            |
| 8            | José Vega                |         | Unión por el Perú        | Lima Metropolitana | 26 de julio de 2006     | Ex congresista (5 años)                                                                    | Portavoz de Unión por el Perú                                                                            |
| 9            | Gino Costa               |         | Partido Morado           | Lima Metropolitana | 26 de julio de 2016     | Ex congresista (3 años, 2 meses) Ministro del Interior (6 meses)                           | Portavoz alterno del Partido Morado                                                                      |
| 10           | Mártires Lizana          |         | Fuerza Popular           | Piura              | 26 de julio de 2016     | Ex congresista (3 años, 2 meses) Regidor de Huarmaca (4 años) Alcalde de Huarmaca (8 años) | Vicepresidente: Vivienda y Construcción Presidente: Liga Perú-México Vicepresidente: Liga Perú-Marruecos |
| 11           | Gilmer Trujillo          |         | Fuerza Popular           | San Martín         | 26 de julio de 2016     | Ex congresista (3 años, 2 meses) Regidor de Uchiza (3 años)                                | Portavoz alterno de Fuerza Popular Presidente: Relaciones Exteriores Presidente: Liga Perú-Indonesia     |
| 12           | Alberto De Belaunde      |         | Partido Morado           | Lima Metropolitana | 26 de julio de 2016     | Ex congresista (3 años, 2 meses)                                                           | Presidente: Cambio Climático Presidente: Liga Perú-Chile                                                 |

## Relaciones con el Poder Ejecutivo

### Votos de confianza al Consejo de Ministros

#### Gabinete Zavala
| Fernando Zavala (Independiente)                            | 20 de agosto de 2016 Mayoría requerida: Simple | Sí   | 70 | 8 | 16 | 18 | 4 | 5 | 121/130 |
| Fernando Zavala (Independiente)                            | 20 de agosto de 2016 Mayoría requerida: Simple | No   |    |   | 2  |    |   |   | 2/130   |
| Fernando Zavala (Independiente)                            | 20 de agosto de 2016 Mayoría requerida: Simple | Abs. |    |   |    | 1  |   |   | 1/130   |
| Notas: - La presidenta del Congreso, Luz Salgado, no votó. |                                                |      |    |   |    |    |   |   |         |

#### Gabinete Aráoz
| Presidente del Consejo de Ministros                                    | Fecha de exposición                             | Voto |    |   |   |   |    |   |   | N.A. | Total  |
| ---------------------------------------------------------------------- | ----------------------------------------------- | ---- | -- | - | - | - | -- | - | - | ---- | ------ |
| Mercedes Aráoz (2.ª Vicepresidenta y Congresista como invitada de PpK) | 12 de octubre de 2017 Mayoría requerida: Simple | Sí   | 54 | 8 |   |   | 13 | 4 | 3 | 1    | 83/130 |
| Mercedes Aráoz (2.ª Vicepresidenta y Congresista como invitada de PpK) | 12 de octubre de 2017 Mayoría requerida: Simple | No   |    |   | 9 | 8 |    |   |   |      | 17/130 |
| Mercedes Aráoz (2.ª Vicepresidenta y Congresista como invitada de PpK) | 12 de octubre de 2017 Mayoría requerida: Simple | Abs. |    |   |   |   |    |   |   |      | 0/130  |
| Notas: - El presidente del Congreso, Luis Galarreta, no votó.          |                                                 |      |    |   |   |   |    |   |   |      |        |

#### Gabinete Villanueva
| Presidente del Consejo de Ministros                           | Fecha de exposición                         | Voto |    |   |   |    |    |   |   | N.A. | Total  |
| ------------------------------------------------------------- | ------------------------------------------- | ---- | -- | - | - | -- | -- | - | - | ---- | ------ |
| César Villanueva (Congresista como invitado de APP)           | 2 de mayo de 2018 Mayoría requerida: Simple | Sí   | 54 | 6 |   |    | 10 | 3 | 5 | 16   | 94/130 |
| César Villanueva (Congresista como invitado de APP)           | 2 de mayo de 2018 Mayoría requerida: Simple | No   |    |   | 9 | 10 |    |   |   |      | 19/130 |
| César Villanueva (Congresista como invitado de APP)           | 2 de mayo de 2018 Mayoría requerida: Simple | Abs. |    |   |   |    |    | 2 |   |      | 2/130  |
| Notas: - El presidente del Congreso, Luis Galarreta, no votó. |                                             |      |    |   |   |    |    |   |   |      |        |

#### Gabinete Del Solar
| Presidente del Consejo de Ministros                             | Fecha de exposición                          | Voto |    |   |   |   |   | C21 |   | C.P. |   |   | UPR | N.A. | Total  |
| --------------------------------------------------------------- | -------------------------------------------- | ---- | -- | - | - | - | - | --- | - | ---- | - | - | --- | ---- | ------ |
| Salvador del Solar (Independiente)                              | 4 de abril de 2019 Mayoría requerida: Simple | Sí   | 17 | 5 |   |   | 7 | 5   | 4 |      |   | 3 | 5   |      | 46/130 |
| Salvador del Solar (Independiente)                              | 4 de abril de 2019 Mayoría requerida: Simple | No   | 11 |   | 7 | 6 |   |     |   | 2    |   |   |     | 1    | 27/130 |
| Salvador del Solar (Independiente)                              | 4 de abril de 2019 Mayoría requerida: Simple | Abs. | 12 |   |   |   |   |     |   | 4    | 5 |   |     |      | 21/130 |
| Notas: - El presidente del Congreso, Daniel Salaverry, no votó. |                                              |      |    |   |   |   |   |     |   |      |   |   |     |      |        |

#### Gabinete Zeballos
Tras la disolución del Congreso (30 de septiembre de 2019), Martín Vizcarra designó a Vicente Zeballos como presidente del Consejo de Ministros y ambos firmaron el decreto de disolución del Parlamento. Tras las elecciones parlamentarias de 2020 y la instalación del nuevo Congreso, el presidente del Congreso, Manuel Merino, invitó a Zeballos a presentarse para el voto de confianza. Si bien existió controversias sobre la constitucionalidad del evento, finalmente el premier solicitó el voto de confianza ministerial por la Política General del Gobierno (art. 130) y por los actos del Ejecutivo durante el Interregno Parlamentario (art. 135). El resultado de la votación fue el siguiente:
| Presidente del Consejo de Ministros                          | Fecha de exposición                          | Voto |    |    |    |    |    |    |    |   |   | N.A. | Total  |
| ------------------------------------------------------------ | -------------------------------------------- | ---- | -- | -- | -- | -- | -- | -- | -- | - | - | ---- | ------ |
| Vicente Zeballos (Independiente)                             | 29 de mayo de 2020 Mayoría requerida: Simple | Sí   | 20 | 22 | 15 |    |    | 11 | 11 | 9 |   | 1    | 89/130 |
| Vicente Zeballos (Independiente)                             | 29 de mayo de 2020 Mayoría requerida: Simple | No   |    |    |    | 15 | 13 |    |    |   | 7 |      | 35/130 |
| Vicente Zeballos (Independiente)                             | 29 de mayo de 2020 Mayoría requerida: Simple | Abs. | 3  |    |    |    |    |    |    |   | 1 |      | 4/130  |
| Notas: - El presidente del Congreso, Manuel Merino, no votó. |                                              |      |    |    |    |    |    |    |    |   |   |      |        |

Vicente Zeballos consiguió la confianza del Congreso gracias al apoyo de la mayoría de partidos de la cámara. Votaron en contra los grupos parlamentarios de Fuerza Popular, Unión por el Perú y Frente Amplio (con 1 abstención).

#### Gabinete Cateriano
El 15 de julio de 2020, Pedro Cateriano juró como presidente del Consejo de Ministros ante el presidente Martín Vizcarra. Al día siguiente, se reunió con el presidente del Congreso, Manuel Merino, con el fin de solicitar el voto de confianza a su gabinete ministerial. La presentación del gabinete sucedió el 3 de agosto, y el debate en el Congreso se extendió hasta el día siguiente. El resultado de la votación fue el siguiente:
| Presidente del Consejo de Ministros                          | Fecha de exposición                           | Voto |    |    |    |    |    |    |    |   |   | N.A. | Total  |
| ------------------------------------------------------------ | --------------------------------------------- | ---- | -- | -- | -- | -- | -- | -- | -- | - | - | ---- | ------ |
| Pedro Cateriano (Independiente)                              | 4 de agosto de 2020 Mayoría requerida: Simple | Sí   | 4  |    |    | 12 | 1  |    | 11 | 9 |   |      | 37/130 |
| Pedro Cateriano (Independiente)                              | 4 de agosto de 2020 Mayoría requerida: Simple | No   | 7  |    | 13 | 2  | 12 | 11 |    |   | 7 | 2    | 54/130 |
| Pedro Cateriano (Independiente)                              | 4 de agosto de 2020 Mayoría requerida: Simple | Abs. | 12 | 22 |    |    |    |    |    |   |   |      | 34/130 |
| Notas: - El presidente del Congreso, Manuel Merino, no votó. |                                               |      |    |    |    |    |    |    |    |   |   |      |        |

Pedro Cateriano no logró la confianza del Congreso, por los votos en contra de la mayoría de partidos de la cámara y las abstenciones de Acción Popular (12 votos) y Alianza para el Progreso.

#### Gabinete Martos
El 6 de agosto de 2020, tras la denegación de confianza al Gabinete Cateriano, Walter Martos juró como presidente del Consejo de Ministros ante el presidente Martín Vizcarra. Al día siguiente, anunció el 11 de agosto como la fecha de presentación ante el Congreso con la finalidad de exponer la política general de Gobierno. El resultado de la votación fue el siguiente:
| Presidente del Consejo de Ministros                          | Fecha de exposición                            | Voto |    |    |    |    |    |    |    |   |   | N.A. | Total   |
| ------------------------------------------------------------ | ---------------------------------------------- | ---- | -- | -- | -- | -- | -- | -- | -- | - | - | ---- | ------- |
| Walter Martos (Independiente)                                | 11 de agosto de 2020 Mayoría requerida: Simple | Sí   | 22 | 22 | 13 | 14 | 12 | 11 | 11 | 9 |   | 1    | 115/130 |
| Walter Martos (Independiente)                                | 11 de agosto de 2020 Mayoría requerida: Simple | No   |    |    |    |    | 1  |    |    |   | 4 |      | 5/130   |
| Walter Martos (Independiente)                                | 11 de agosto de 2020 Mayoría requerida: Simple | Abs. | 1  |    |    |    |    |    |    |   | 3 |      | 4/130   |
| Notas: - El presidente del Congreso, Manuel Merino, no votó. |                                                |      |    |    |    |    |    |    |    |   |   |      |         |

Walter Martos consiguió la confianza del Congreso gracias al apoyo de la mayoría de partidos de la cámara. Votaron en contra parlamentarios de Unión por el Perú (1 voto en contra) y Frente Amplio (4 votos en contra, con 3 abstenciones).

#### Gabinete Bermúdez
El 17 de noviembre de 2020, tras la crisis política desatada por la vacancia del presidente Martín Vizcarra y la renuncia de Manuel Merino, Francisco Sagasti asumió el cargo de Presidente de la República por sucesión constitucional. Al día siguiente, Violeta Bermúdez Valdivia juró como presidenta del Consejo de Ministros. Se presentó el 3 de diciembre ante el Congreso con la finalidad de exponer la política general de Gobierno. El resultado de la votación fue el siguiente:
| Presidenta del Consejo de Ministros                           | Fecha de exposición                              | Voto |    |    |    |    |   |   |   |   |   | D.D. | N.C. | N.A. | Total   |
| ------------------------------------------------------------- | ------------------------------------------------ | ---- | -- | -- | -- | -- | - | - | - | - | - | ---- | ---- | ---- | ------- |
| Violeta Bermúdez (Independiente)                              | 3 de diciembre de 2020 Mayoría requerida: Simple | Sí   | 24 | 18 | 14 | 13 | 8 | 3 | 8 | 6 | 4 | 5    | 4    | 4    | 111/130 |
| Violeta Bermúdez (Independiente)                              | 3 de diciembre de 2020 Mayoría requerida: Simple | No   |    |    |    |    |   | 4 |   | 1 |   |      | 1    | 1    | 7/130   |
| Violeta Bermúdez (Independiente)                              | 3 de diciembre de 2020 Mayoría requerida: Simple | Abs. |    |    |    |    | 1 |   |   |   |   |      |      |      | 1/130   |
| Notas: - La presidenta del Congreso, Mirtha Vásquez, no votó. |                                                  |      |    |    |    |    |   |   |   |   |   |      |      |      |         |

### Interpelaciones a Ministros de Estado
| Fecha                       | Ministro                                               | Tema                                                             |
| --------------------------- | ------------------------------------------------------ | ---------------------------------------------------------------- |
| 7 de diciembre de 2016      | Jaime Saavedra Chanduví (Educación)                    | Juegos Panamericanos, denuncias sobre irregularidades en compras |
| 18 de mayo de 2017          | Martín Vizcarra Cornejo (Transportes y Comunicaciones) | Caso Chinchero                                                   |
| 21 y 22 de junio de 2017    | Carlos Basombrío Iglesias (Interior)                   | Seguridad ciudadana                                              |
| 8 de septiembre de 2017     | Marilú Martens Cortés (Educación)                      | Huelga de maestros                                               |
| 21 y 22 de marzo de 2019    | Vicente Zeballos Salinas (Justicia y Derechos Humanos) | Acuerdo de colaboración eficaz con Odebrecht                     |
| 9 de mayo de 2019           | Flor Pablo Medina (Educación)                          | Cuestionamientos a textos escolares                              |
| 2 de septiembre de 2019     | Vicente Zeballos Salinas (Justicia y Derechos Humanos) | Fuga de un recluso condenado por sicariato                       |
| 13 de agosto de 2020        | Martín Benavides Abanto (Educación)                    | Licenciamientos a universidades, hechos por la SUNEDU            |
| 4 y 7 de septiembre de 2020 | María Antonieta Alva (Economía y Finanzas)             | Resultados económicos                                            |

### Censuras a Ministros de Estado
| Fecha                   | Ministro                            | Votación | Votación | Votación   |
| Fecha                   | Ministro                            | Sí       | No       | Abstención |
| ----------------------- | ----------------------------------- | -------- | -------- | ---------- |
| 15 de diciembre de 2016 | Jaime Saavedra Chanduví (Educación) | 78       | 0        | 0          |

### Cuestiones de confianza
| Fecha                    | Ministro/Gabinete     | Tema                                                                                 | Votación | Votación | Votación   |
| Fecha                    | Ministro/Gabinete     | Tema                                                                                 | Sí       | No       | Abstención |
| ------------------------ | --------------------- | ------------------------------------------------------------------------------------ | -------- | -------- | ---------- |
| 21 de julio de 2017      | Alfredo Thorne Vetter | Respaldo político ante cuestionamientos                                              | 11       | 88       | 2          |
| 15 de septiembre de 2017 | Gabinete Zavala       | Respaldo a la política educativa del Gobierno                                        | 22       | 77       | 16         |
| 19 de septiembre de 2018 | Gabinete Villanueva   | Proyectos de ley sobre reformas de justicia                                          | 82       | 22       | 14         |
| 4 de junio de 2019       | Gabinete Del Solar    | Proyectos de ley sobre reforma política                                              | 77       | 44       | 3          |
| 30 de septiembre de 2019 | Gabinete Del Solar    | Proyecto de ley para modificar la selección de candidatos al Tribunal Constitucional | 50       | 31       | 13         |

### Procesos de vacancia presidencial
| Fecha                    | Presidente            | Tema | Votación | Votación | Votación   |
| Fecha                    | Presidente            | Tema | Sí       | No       | Abstención |
| ------------------------ | --------------------- | --- | -------- | -------- | ---------- |
| 21 de diciembre de 2017  | Pedro Pablo Kuczynski | Vínculos laborales con el Caso Odebrecht                                                                                               | 79       | 19       | 21         |
| 22 de marzo de 2018      | Pedro Pablo Kuczynski | Vínculos laborales con el Caso Odebrecht Indulto presidencial a Alberto Fujimori (No se votó por la renuncia de Pedro Pablo Kuczynski) | 0        | 0        | 0          |
| 18 de septiembre de 2020 | Martín Vizcarra       | Tráfico de influencias y obstrucción a la justicia (caso Richard Swing)                                                                | 32       | 78       | 5          |
| 9 de noviembre de 2020   | Martín Vizcarra       | Pagos ilícitos por empresas constructoras del «Club de la Construcción»                                                                | 105      | 19       | 2          |

### Ministros congresistas
El artículo 92 de la Constitución Política del Perú permite que los congresistas asuman función ministerial. En ese contexto, durante el período 2016-2021, los siguientes congresistas han sido designados ministros:
2016-2019:
- Pedro Olaechea Álvarez Calderón (Ministro de la Producción del 25 de mayo de 2017 al 9 de enero de 2018)
- Ana María Choquehuanca Miranda (Ministra de la Mujer del 27 de julio de 2017 al 2 de abril de 2018)
- Mercedes Aráoz Fernández (Presidenta del Consejo de Ministros del 17 de setiembre de 2017 al 2 de abril de 2018)
- Carlos Bruce Montes de Oca (Ministro de Vivienda, Construcción y Saneamiento del 17 de setiembre de 2017 al 2 de abril de 2018 y del 11 de marzo de 2019 al 14 de abril de 2019)
- Jorge Meléndez Celis (Ministro de Desarrollo e Inclusión Social del 9 de enero de 2018 al 2 de abril de 2018 y del 3 de octubre de 2019 al 27 de octubre de 2019)
- César Villanueva Arévalo (Presidente del Consejo de Ministros del 2 de abril de 2018 al 8 de marzo de 2019)
- Gloria Montenegro Figueroa (Ministra de la Mujer del 11 de marzo de 2019 al 6 de agosto de 2020)

## Comisiones

### Comisiones Ordinarias
Periodo Anual de Sesiones 2020-2021
| Nº | Comisión | Presidente               | Vicepresidente                      |
| 1  | Comisión Ordinaria Agraria                                                                                           | Raúl Machaca (FREPAP)    | Lusmila Pérez (APP)                 |
| 2  | Comisión Ordinaria de Ciencia, Innovación Y Tecnología                                                               | Francisco Sagasti (PM)   | Marco Verde (Presidente a.i.) (APP) |
| 3  | Comisión Ordinaria de Comercio Exterior y Turismo                                                                    | Edward Zárate (FP)       | Alexander Lozano (UPP)              |
| 4  | Comisión Ordinaria de Constitución y Reglamento                                                                      | Luis Valdez Farías (APP) | Carlos Almerí (PP)                  |
| 5  | Comisión Ordinaria de Cultura y Patrimonio Cultural                                                                  | Alcides Rayme (FREPAP)   | Rocío Silva Santisteban (FA)        |
| 6  | Comisión Ordinaria de Defensa del Consumidor y Organismos Reguladores de los Servicios Públicos                      | José Luna Morales (PP)   | Robertin Santillana (APP)           |
| 7  | Comisión Ordinaria de Defensa Nacional, Orden Interno, Desarrollo Alternativo Y Lucha Contra las Drogas              | Daniel Urresti (PP)      | Miguel Ángel Vivanco (FP)           |
| 8  | Comisión Ordinaria de Descentralización, Regionalización, Gobiernos Locales y Modernización de la Gestión del Estado | Grimaldo Vásquez (SP)    | Walter Rivera (AP)                  |
| 9  | Comisión Ordinaria de Economía, Banca, Finanzas e Inteligencia Financiera                                            | Anthony Novoa (AP)       | José Antonio Núñez (PM)             |
| 10 | Comisión Ordinaria de Educación, Juventud y Deporte                                                                  | Luis Dioses (SP)         | Jesús Núñez (FREPAP)                |
| 11 | Comisión Ordinaria de Energía y Minas                                                                                | Yessica Apaza (UPP)      | Manuel Aguilar (AP)                 |
| 12 | Comisión Ordinaria de Fiscalización y Contraloría                                                                    | Edgar Alarcón (UPP)      | Nelly Humaní (FREPAP)               |
| 13 | Comisión Ordinaria de Inclusión Social y Personas con Discapacidad                                                   | Mirtha Vásquez (FA)      | Hans Troyes (AP)                    |
| 14 | Comisión Ordinaria de Inteligencia                                                                                   | Martha Chávez (FP)       | Zenaida Solís (PM)                  |
| 15 | Comisión Ordinaria de Justicia y Derechos Humanos                                                                    | Leslye Lazo (AP)         | Walter Ascona (APP)                 |
| 16 | Comisión Ordinaria de Mujer y Familia                                                                                | Carolina Lizárraga (PM)  | Mónica Saavedra (AP)                |
| 17 | Comisión Ordinaria de Presupuesto y Cuenta General de la República                                                   | Humberto Acuña (APP)     | Betto Barrionuevo (SP)              |
| 18 | Comisión Ordinaria de Producción, Micro y Pequeña Empresa y Cooperativas                                             | César Combina (APP)      | María Luisa Silupu (FP)             |
| 19 | Comisión Ordinaria de Pueblos Andinos, Amazónicos y Afroperuanos, Ambiente y Ecología                                | Lenin Bazán (FA)         | Luz Cayguaray (FREPAP)              |
| 20 | Comisión Ordinaria de Relaciones Exteriores                                                                          | Gilmer Trujillo (FP)     | Mónica Saavedra (AP)                |
| 21 | Comisión Ordinaria de Salud y Población                                                                              | Omar Merino (APP)        | Jorge Luis Pérez (SP)               |
| 22 | Comisión Ordinaria de Trabajo y Seguridad Social                                                                     | Daniel Oseda (FREPAP)    | Enrique Fernández (FA)              |
| 23 | Comisión Ordinaria de Transportes y Comunicaciones                                                                   | Luis Simeón Hurtado (AP) | Alexander Hidalgo (APP)             |
| 24 | Comisión Ordinaria de Vivienda y Construcción                                                                        | Juan Carlos Oyola (AP)   | Mártires Lizana (FP)                |

### Comisiones Especiales
| Nº | Comisión | Presidente              | Vicepresidente            |
| 1  | Comisión de Seguimiento parlamentario a la Alianza del Pacífico | Alexander Lozano (UPP)  | Hirma Alencastre (SP)     |
| 2  | Comisión Conmemorativa del Bicentenario de la Independencia del Perú | Yeremi Espinoza (PP)    | Wilmer Bajonero (AP)      |
| 3  | Comisión de Seguimiento a la reconstrucción en las zonas afectadas por el Fenómeno del Niño | Franco Salinas (AP)     | Walter Benavides (APP)    |
| 4  | Comisión especial para el seguimiento de la Pandemia de enfermedad por coronavirus de 2020 en Perú | Leonardo Inga (AP)      | Luis Felipe Castillo (PP) |
| 5  | Comisión especial para el seguimiento de la reforma de pensiones | Carmen Omonte (APP)     | Jorge Vásquez (AP)        |
| 6  | Comisión especial de seguimiento de la incorporación del Perú a la OCDE | Marco Pichilingue (FP)  | Vacante                   |
| 7  | Comisión especial multipartidaria encargada del ordenamiento legislativo | Diethell Columbus(FP)   | Carolina Lizárraga(PM)    |
| 8  | Comisión especial Encargada del seguimiento y formular propuestas para la mitigación y adaptación del cambio climático. | Alberto de Belaúnde(PM) | Rita Ayasta (FP)          |
| 9  | Comisión especial a favor de los valles de los ríos Apurímac, Ene y Mantaro para estudiar, monitorear, evaluar, proponer y promover el cumplimiento de las políticas, planes, programas, proyectos, estrategias, entre otras acciones dadas por el Poder Ejecutivo a favor del VRAEM. | Perci Rivas (APP)       | Orestes Sánchez (PP)      |
| 10 | Comisión Investigadora Multipartidaria Encargada de Investigar la Presunta Comisión deIlícitos en el Sector de la Construcción. | Carlos Almeri (PP)      | Ricardo Burga (AP         |
| 11 | Comisión Investigadora "Vacunagate" en relación con altos funcionarios que se aplicaron dosis de vacunas irregularmente mientras ejercían sus altos cargos dentro del estado. | Otto Guibovich (AP      | Luis Carlos Castillo (PP) |

### Comisión de Ética Parlamentaria
| Nº | Comisión                        | Presidente          | Vicepresidente      |
| 1  | Comisión de Ética Parlamentaria | César Gonzáles (SP) | Mirtha Vásquez (FA) |

### Comisión de Levantamiento de Inmunidad Parlamentaria
| Nº | Comisión                                             | Presidente       | Vicepresidente             |
| 1  | Comisión de Levantamiento de Inmunidad Parlamentaria | Iván Quispe (FA) | Posemoscrowte Chagua (UPP) |

### Subcomisiones
| Nº | Comisión                                    | Presidente              | Vicepresidente    |
| 1  | Subcomisión de Acusaciones Constitucionales | Carlos Pérez Ochoa (AP) | Tania Rodas (APP) |

## Mesas directivas

### Julio de 2016 - julio de 2017
| Cargo               | Nombre | Nombre               | Grupo parlamentario      |
| ------------------- | ------ | -------------------- | ------------------------ |
| Presidencia         |        | Luz Salgado Rubianes | Fuerza Popular           |
| 1.ª Vicepresidencia |        | Rosa Bartra Barriga  | Fuerza Popular           |
| 2.ª Vicepresidencia |        | Richard Acuña Núñez  | Alianza para el Progreso |
| 3.ª Vicepresidencia |        | Luciana León Romero  | Partido Aprista Peruano  |

### Julio de 2017 - julio de 2018
| Cargo               | Nombre | Nombre                 | Grupo parlamentario      |
| ------------------- | ------ | ---------------------- | ------------------------ |
| Presidencia         |        | Luis Galarreta Velarde | Fuerza Popular           |
| 1.ª Vicepresidencia |        | Mario Mantilla Medina  | Fuerza Popular           |
| 2.ª Vicepresidencia |        | Richard Acuña Núñez    | Alianza para el Progreso |
| 3.ª Vicepresidencia |        | Mauricio Mulder Bedoya | Partido Aprista Peruano  |

### Julio de 2018 - julio de 2019
| Cargo               | Nombre | Nombre                 | Grupo parlamentario                  |
| ------------------- | ------ | ---------------------- | ------------------------------------ |
| Presidencia         |        | Daniel Salaverry Villa | Fuerza Popular (hasta enero de 2019) |
| 1.ª Vicepresidencia |        | Leyla Chihuán          | Fuerza Popular                       |
| 2.ª Vicepresidencia |        | Segundo Tapia Bernal   | Fuerza Popular                       |
| 3.ª Vicepresidencia |        | Yeni Vilcatoma         | Fuerza Popular                       |

### Julio 2019 - marzo de 2020
| Cargo               | Nombre | Nombre                          | Grupo parlamentario |
| ------------------- | ------ | ------------------------------- | ------------------- |
| Presidencia         |        | Pedro Olaechea Álvarez-Calderón | Acción Republicana  |
| 1.ª Vicepresidencia |        | Karina Beteta                   | Fuerza Popular      |
| 2.ª Vicepresidencia |        | Salvador Heresi                 | Contigo             |
| 3.ª Vicepresidencia |        | Marvin Palma                    | Cambio 21           |

### Marzo - noviembre de 2020
| Cargo               | Nombre | Nombre                   | Grupo parlamentario      |
| ------------------- | ------ | ------------------------ | ------------------------ |
| Presidencia         |        | Manuel Merino de Lama    | Acción Popular           |
| 1.ª Vicepresidencia |        | Luis Valdez Farías       | Alianza para el Progreso |
| 2.ª Vicepresidencia |        | Guillermo Aliaga Pajares | Somos Perú               |
| 3.ª Vicepresidencia |        | María Cabrera Vega       | Podemos Perú             |

### Noviembre de 2020 - julio de 2021
| Cargo               | Nombre | Nombre                        | Grupo parlamentario |
| ------------------- | ------ | ----------------------------- | ------------------- |
| Presidencia         |        | Francisco Sagasti Hochhausler | Partido Morado      |
| 1.ª Vicepresidencia |        | Mirtha Vásquez Chuquilin      | Frente Amplio       |
| 2.ª Vicepresidencia |        | Luis Roel Alva                | Acción Popular      |
| 3.ª Vicepresidencia |        | Matilde Fernández Flores      | Somos Perú          |

## Sondeos de opinión

### Aprobación del Congreso
| Encuestadora/Medio     | Fecha          | Muestra | Congreso de la República | Congreso de la República | Congreso de la República | Congreso de la República |    |    |    |     |
| Encuestadora/Medio     | Fecha          | Muestra | Aprob.                   | Desap.                   | NS/NO                    | Dif.                     |    |    |    |     |
| ---------------------- | -------------- | ------- | ------------------------ | ------------------------ | ------------------------ | ------------------------ | -- | -- | -- | --- |
| Encuestadora/Medio     | Fecha          | Muestra | Ipsos Perú/El Comercio   | 22–23 jul 2021           | 1216                     | Dif.                     | 29 | 61 | 10 | –32 |
| IEP/La República       | 18–21 jul 2021 | 1206    | 22                       | 76                       | 2                        | –54                      |    |    |    |     |
| Ipsos Perú/El Comercio | 24–25 jun 2021 | 1200    | 24                       | 64                       | 12                       | –40                      |    |    |    |     |
| IEP/La República       | 17–20 jun 2021 | 1210    | 22                       | 75                       | 3                        | –53                      |    |    |    |     |
| Ipsos Perú/El Comercio | 13–14 may 2021 | 1205    | 20                       | 72                       | 8                        | –52                      |    |    |    |     |
| Datum/Perú 21/Gestión  | 12–13 may 2021 | 1201    | 26                       | 67                       | 6                        | –41                      |    |    |    |     |
| IEP/La República       | 17–21 abr 2021 | 1367    | 18                       | 79                       | 3                        | –61                      |    |    |    |     |
| Datum/Perú 21/Gestión  | 16–20 abr 2021 | 1205    | 19                       | 73                       | 8                        | –54                      |    |    |    |     |
| Ipsos Perú/América     | 15–16 abr 2021 | 1204    | 20                       | 70                       | 10                       | –50                      |    |    |    |     |
| IEP/La República       | 22–25 mar 2021 | 1212    | 14                       | 82                       | 4                        | –68                      |    |    |    |     |
| Ipsos Perú/El Comercio | 10–11 mar 2021 | 1206    | 18                       | 74                       | 8                        | –56                      |    |    |    |     |
| CPI/Latina             | 6–11 mar 2021  | 1300    | 10.9                     | 86.4                     | 2.7                      | –75.5                    |    |    |    |     |
| Datum/Perú 21/Gestión  | 5–7 mar 2021   | 1200    | 17                       | 77                       | 6                        | –60                      |    |    |    |     |
| IEP/La República       | 19–23 feb 2021 | 1220    | 14                       | 83                       | 3                        | –69                      |    |    |    |     |
| Datum/Perú 21/Gestión  | 9–12 feb 2021  | 1200    | 20                       | 74                       | 6                        | –54                      |    |    |    |     |
| Ipsos Perú/El Comercio | 10–11 feb 2021 | 1219    | 22                       | 69                       | 9                        | –47                      |    |    |    |     |
| IEP/La República       | 21–27 ene 2021 | 1205    | 16                       | 81                       | 3                        | –65                      |    |    |    |     |
| Ipsos Perú/El Comercio | 13–15 ene 2021 | 1210    | 18                       | 73                       | 9                        | –55                      |    |    |    |     |
| Datum/Perú 21/Gestión  | 8–12 ene 2021  | 1206    | 18                       | 74                       | 8                        | –56                      |    |    |    |     |
| Ipsos Perú/El Comercio | 10–11 dic 2020 | 1200    | 20                       | 73                       | 7                        | –53                      |    |    |    |     |
| IEP/La República       | 1–8 dic 2021   | 1225    | 18                       | 81                       | 1                        | –63                      |    |    |    |     |
| Datum/Perú 21/Gestión  | 3–6 dic 2021   | 1244    | 19                       | 72                       | 9                        | –53                      |    |    |    |     |
| CPI/Correo             | 23–25 nov 2020 | 1200    | 6.5                      | 87.3                     | 6.2                      | –80.8                    |    |    |    |     |
| Ipsos Perú/El Comercio | 16 nov 2020    | 1207    | 9                        | 88                       | 3                        | –79                      |    |    |    |     |
| IEP/La República       | 12–15 nov 2020 | 624     | 9                        | 90                       | 1                        | –81                      |    |    |    |     |
| Ipsos Perú/El Comercio | 21–23 oct 2020 | 1193    | 32                       | 60                       | 8                        | –28                      |    |    |    |     |
| IEP/La República       | 13–19 oct 2020 | 1212    | 33                       | 65                       | 2                        | –32                      |    |    |    |     |
| Datum/Perú 21/Gestión  | 2–5 oct 2020   | 1224    | 27                       | 59                       | 14                       | –32                      |    |    |    |     |
| Ipsos Perú/El Comercio | 11–12 sep 2020 | 1006    | 24                       | 72                       | 4                        | –48                      |    |    |    |     |
| Ipsos Perú/El Comercio | 20–21 ago 2020 | 1010    | 36                       | 59                       | 5                        | –23                      |    |    |    |     |
| IEP/La República       | 1–12 ago 2020  | 1219    | 36                       | 62                       | 2                        | –26                      |    |    |    |     |
| Datum/Perú 21/Gestión  | 29–31 jul 2020 | 1239    | 34                       | 52                       | 14                       | –18                      |    |    |    |     |
| Ipsos Perú/El Comercio | 9–10 jul 2020  | 1019    | 32                       | 63                       | 5                        | –31                      |    |    |    |     |
| IEP/La República       | 17–23 jun 2020 | 1219    | 48                       | 49                       | 3                        | –1                       |    |    |    |     |
| Datum/Perú 21/Gestión  | 18–22 jun 2020 | 1018    | 42                       | 43                       | 15                       | –1                       |    |    |    |     |
| Ipsos Perú/El Comercio | 11–12 jun 2020 | 1015    | 45                       | 51                       | 4                        | –6                       |    |    |    |     |
| Datum/Perú 21/Gestión  | 18–21 may 2020 | 1023    | 49                       | 33                       | 18                       | +16                      |    |    |    |     |
| Ipsos Perú/El Comercio | 14–15 may 2020 | 1020    | 52                       | 41                       | 7                        | +11                      |    |    |    |     |
| Datum/Perú 21/Gestión  | 28–30 abr 2020 | 1000    | 51                       | 20                       | 29                       | +31                      |    |    |    |     |
| IEP/La República       | 16–22 abr 2020 | 1670    | 47                       | 42                       | 11                       | +5                       |    |    |    |     |
| Ipsos Perú/El Comercio | 15–16 abr 2020 | 1055    | 47                       | 43                       | 10                       | +4                       |    |    |    |     |
| IEP/La República       | 15–18 feb 2020 | 1207    | 21                       | 69                       | 10                       | –48                      |    |    |    |     |
| Ipsos Perú/El Comercio | 11–13 feb 2020 | 1190    | 23                       | 61                       | 16                       | –38                      |    |    |    |     |
| Ipsos Perú/El Comercio | 15–17 ene 2020 | 1218    | 21                       | 65                       | 14                       | –44                      |    |    |    |     |
| Ipsos Perú/El Comercio | 11–13 dic 2019 | 1209    | 20                       | 66                       | 14                       | –46                      |    |    |    |     |
| IEP/La República       | 7–10 dic 2019  | 1215    | 19                       | 70                       | 11                       | –51                      |    |    |    |     |
| Ipsos Perú/El Comercio | 13–15 nov 2019 | 1199    | 22                       | 64                       | 14                       | –42                      |    |    |    |     |
| Ipsos Perú/El Comercio | 9–11 oct 2019  | 1203    | 21                       | 65                       | 14                       | –44                      |    |    |    |     |
| CPI/Exitosa            | 2–3 oct 2019   | 1000    | 5.1                      | 93.4                     | 1.5                      | –88.3                    |    |    |    |     |
| IEP/La República       | 21–24 sep 2019 | 1103    | 9                        | 87                       | 4                        | –78                      |    |    |    |     |
| Ipsos Perú/El Comercio | 11–13 sep 2019 | 1208    | 15                       | 78                       | 7                        | –63                      |    |    |    |     |
| IEP/La República       | 17–21 ago 2019 | 1224    | 8                        | 88                       | 4                        | –80                      |    |    |    |     |
| Ipsos Perú/El Comercio | 14–15 ago 2019 | 1205    | 17                       | 76                       | 7                        | –59                      |    |    |    |     |
| Ipsos Perú/El Comercio | 17–19 jul 2019 | 1221    | 19                       | 72                       | 9                        | –53                      |    |    |    |     |
| IEP/La República       | 13–17 jul 2019 | 1230    | 11                       | 86                       | 3                        | –75                      |    |    |    |     |
| IEP/La República       | 14–19 jun 2019 | 1218    | 10                       | 84                       | 6                        | –74                      |    |    |    |     |
| Ipsos Perú/El Comercio | 12–14 jun 2019 | 1210    | 20                       | 72                       | 8                        | –52                      |    |    |    |     |
| IEP/La República       | 18–22 may 2019 | 1230    | 13                       | 83                       | 4                        | –70                      |    |    |    |     |
| Ipsos Perú/El Comercio | 15–17 may 2019 | 1212    | 17                       | 71                       | 11                       | –54                      |    |    |    |     |
| IEP/La República       | 18–24 abr 2019 | 1252    | 10                       | 84                       | 6                        | –74                      |    |    |    |     |
| Ipsos Perú/El Comercio | 10–12 abr 2019 | 1212    | 19                       | 70                       | 11                       | –51                      |    |    |    |     |
| CPI/Exitosa            | 26–30 mar 2019 | 1250    | 5.9                      | 89.9                     | 4.2                      | –84.0                    |    |    |    |     |
| IEP/La República       | 23–27 mar 2019 | 1200    | 10                       | 81                       | 9                        | –71                      |    |    |    |     |
| Ipsos Perú/El Comercio | 13–15 mar 2019 | 1213    | 18                       | 72                       | 10                       | –54                      |    |    |    |     |
| IEP/La República       | 16–20 feb 2019 | 1096    | 10                       | 81                       | 9                        | –71                      |    |    |    |     |
| CPI/Exitosa            | 12–17 feb 2019 | 1250    | 6.0                      | 91.5                     | 2.5                      | –85.5                    |    |    |    |     |
| Ipsos Perú/El Comercio | 13–15 feb 2019 | 1199    | 18                       | 73                       | 9                        | –55                      |    |    |    |     |
| IEP/La República       | 19–23 ene 2019 | 1260    | 11                       | 83                       | 6                        | –72                      |    |    |    |     |
| Ipsos Perú/El Comercio | 16–18 ene 2019 | 1213    | 16                       | 74                       | 10                       | –58                      |    |    |    |     |
| Ipsos Perú/El Comercio | 12–14 dic 2018 | 1316    | 16                       | 75                       | 9                        | –59                      |    |    |    |     |
| IEP/La República       | 7–12 dic 2018  | 1184    | 7                        | 89                       | 4                        | –82                      |    |    |    |     |
| IEP/La República       | 17–20 nov 2018 | 1210    | 10                       | 84                       | 6                        | –74                      |    |    |    |     |
| Ipsos Perú/El Comercio | 14–16 nov 2018 | 1284    | 17                       | 74                       | 9                        | –57                      |    |    |    |     |
| CPI/Exitosa            | 22–26 oct 2018 | 1400    | 2.8                      | 96.1                     | 1.1                      | –93.3                    |    |    |    |     |
| Ipsos Perú/El Comercio | 11–12 oct 2018 | 1253    | 15                       | 77                       | 8                        | –62                      |    |    |    |     |
| GfK/La República       | 15–19 sep 2018 | 1184    | 6                        | 90                       | 4                        | –84                      |    |    |    |     |
| Ipsos Perú/El Comercio | 12–14 sep 2018 | 1284    | 11                       | 83                       | 6                        | –72                      |    |    |    |     |
| GfK/La República       | 18–22 ago 2018 | 1210    | 7                        | 87                       | 6                        | –80                      |    |    |    |     |
| Ipsos Perú/El Comercio | 15–16 ago 2018 | 1266    | 12                       | 82                       | 6                        | –70                      |    |    |    |     |
| CPI/Exitosa            | 3–7 ago 2018   | 1400    | 1.5                      | 97.2                     | 1.3                      | –95.7                    |    |    |    |     |
| GfK/La República       | 14–18 jul 2018 | 1290    | 8                        | 88                       | 4                        | –80                      |    |    |    |     |
| Ipsos Perú/El Comercio | 11–13 jul 2018 | 1278    | 15                       | 78                       | 7                        | –63                      |    |    |    |     |
| CPI/Exitosa            | 1–5 jul 2018   | 1400    | 5.8                      | 92.2                     | 2.0                      | –86.4                    |    |    |    |     |
| GfK/La República       | 23–26 jun 2018 | 1075    | 12                       | 83                       | 5                        | –71                      |    |    |    |     |
| Ipsos Perú/El Comercio | 6–8 jun 2018   | 1290    | 14                       | 79                       | 7                        | –65                      |    |    |    |     |
| CPI/Exitosa            | 19–23 may 2018 | 1400    | 10.6                     | 87.2                     | 2.2                      | –76.6                    |    |    |    |     |
| GfK/La República       | 19–22 may 2018 | 1216    | 16                       | 78                       | 6                        | –62                      |    |    |    |     |
| Ipsos Perú/El Comercio | 9–11 may 2018  | 1279    | 19                       | 72                       | 9                        | –53                      |    |    |    |     |
| GfK/La República       | 21–25 abr 2018 | 1226    | 15                       | 81                       | 4                        | –66                      |    |    |    |     |
| Ipsos Perú/El Comercio | 10–12 abr 2018 | 1289    | 25                       | 65                       | 10                       | –40                      |    |    |    |     |
| CPI/Exitosa            | 27–31 mar 2018 | 1400    | 7.0                      | 90.9                     | 2.1                      | –83.9                    |    |    |    |     |
| GfK/La República       | 17–20 mar 2018 | 1164    | 11                       | 82                       | 7                        | –71                      |    |    |    |     |
| Ipsos Perú/El Comercio | 7–9 mar 2018   | 1264    | 14                       | 77                       | 9                        | –63                      |    |    |    |     |
| GfK/La República       | 17–20 feb 2018 | 1180    | 16                       | 81                       | 3                        | –65                      |    |    |    |     |
| Ipsos Perú/El Comercio | 7–9 feb 2018   | 1263    | 21                       | 72                       | 7                        | –51                      |    |    |    |     |
| GfK/La República       | 22–24 ene 2018 | 1293    | 18                       | 81                       | 1                        | –63                      |    |    |    |     |
| Ipsos Perú/El Comercio | 10–12 ene 2018 | 1271    | 23                       | 67                       | 10                       | –44                      |    |    |    |     |
| Ipsos Perú/El Comercio | 13–15 dic 2017 | 1287    | 26                       | 69                       | 5                        | –43                      |    |    |    |     |
| GfK/La República       | 9–12 dic 2017  | 1241    | 16                       | 78                       | 6                        | –62                      |    |    |    |     |
| CPI/Exitosa            | 22–27 nov 2017 | 1450    | 15.4                     | 80.6                     | 4.0                      | –65.2                    |    |    |    |     |
| GfK/La República       | 18–21 nov 2017 | 1241    | 19                       | 74                       | 7                        | –55                      |    |    |    |     |
| Ipsos Perú/El Comercio | 8–10 nov 2017  | 1254    | 26                       | 66                       | 8                        | –40                      |    |    |    |     |
| GfK/La República       | 21–24 oct 2017 | 1202    | 24                       | 72                       | 4                        | –48                      |    |    |    |     |
| Ipsos Perú/El Comercio | 12–13 oct 2017 | 1288    | 26                       | 65                       | 9                        | –39                      |    |    |    |     |
| GfK/La República       | 16–19 sep 2017 | 1237    | 19                       | 77                       | 4                        | –58                      |    |    |    |     |
| Ipsos Perú/El Comercio | 14–15 sep 2017 | 1276    | 25                       | 64                       | 11                       | –39                      |    |    |    |     |
| GfK/La República       | 19–22 ago 2017 | 1228    | 19                       | 75                       | 6                        | –56                      |    |    |    |     |
| Ipsos Perú/El Comercio | 9–11 ago 2017  | 1298    | 23                       | 66                       | 11                       | –43                      |    |    |    |     |
| CPI/RPP                | 1–5 ago 2017   | 1450    | 15.9                     | 79.5                     | 4.6                      | –63.6                    |    |    |    |     |
| GfK/La República       | 15–19 jul 2017 | 1228    | 19                       | 71                       | 10                       | –52                      |    |    |    |     |
| Ipsos Perú/El Comercio | 12–14 jul 2017 | 1280    | 23                       | 68                       | 9                        | –45                      |    |    |    |     |
| GfK/La República       | 17–20 jun 2017 | 1220    | 22                       | 64                       | 14                       | –42                      |    |    |    |     |
| Ipsos Perú/El Comercio | 7–8 jun 2017   | 1290    | 28                       | 59                       | 13                       | –31                      |    |    |    |     |
| GfK/La República       | 20–23 may 2017 | 1220    | 21                       | 69                       | 10                       | –48                      |    |    |    |     |
| Ipsos Perú/El Comercio | 10–12 may 2017 | 1305    | 29                       | 62                       | 9                        | –33                      |    |    |    |     |
| GfK/La República       | 22–25 abr 2017 | 1235    | 25                       | 67                       | 8                        | –42                      |    |    |    |     |
| CPI/RPP                | 9–12 abr 2017  | 1350    | 25.8                     | 70.2                     | 4.0                      | –44.4                    |    |    |    |     |
| Ipsos Perú/El Comercio | 11 abr 2017    | 1267    | 30                       | 60                       | 10                       | –30                      |    |    |    |     |
| GfK/La República       | 18–22 mar 2017 | 1238    | 23                       | 67                       | 10                       | –44                      |    |    |    |     |
| Ipsos Perú/El Comercio | 14–16 mar 2017 | 1250    | 30                       | 57                       | 13                       | –27                      |    |    |    |     |
| GfK/La República       | 18–22 feb 2017 | 1246    | 21                       | 69                       | 10                       | –48                      |    |    |    |     |
| Ipsos Perú/El Comercio | 8–10 feb 2017  | 1291    | 29                       | 61                       | 10                       | –32                      |    |    |    |     |
| CPI/RPP                | 25–28 ene 2017 | 1350    | 24.5                     | 71.2                     | 4.3                      | –46.7                    |    |    |    |     |
| GfK/La República       | 21–24 ene 2017 | 1217    | 21                       | 65                       | 14                       | –44                      |    |    |    |     |
| Ipsos Perú/El Comercio | 11–13 ene 2017 | 1260    | 29                       | 61                       | 10                       | –32                      |    |    |    |     |
| GfK/La República       | 10–13 dic 2016 | 1248    | 25                       | 64                       | 11                       | –39                      |    |    |    |     |
| Ipsos Perú/El Comercio | 7–9 dic 2016   | 1283    | 32                       | 57                       | 11                       | –25                      |    |    |    |     |
| GfK/La República       | 19–23 nov 2016 | 1244    | 28                       | 60                       | 12                       | –32                      |    |    |    |     |
| Ipsos Perú/El Comercio | 9–11 nov 2016  | 1260    | 37                       | 51                       | 12                       | –14                      |    |    |    |     |
| GfK/La República       | 22–25 oct 2016 | 1256    | 27                       | 57                       | 16                       | –30                      |    |    |    |     |
| Ipsos Perú/El Comercio | 12–14 oct 2016 | 1289    | 38                       | 47                       | 15                       | –9                       |    |    |    |     |
| GfK/La República       | 17–19 sep 2016 | 1249    | 39                       | 43                       | 18                       | –4                       |    |    |    |     |
| Ipsos Perú/El Comercio | 14–16 sep 2016 | 1245    | 46                       | 34                       | 20                       | +12                      |    |    |    |     |
| GfK/La República       | 20–24 ago 2016 | 1231    | 44                       | 34                       | 22                       | +10                      |    |    |    |     |
| Ipsos Perú/El Comercio | 10–12 ago 2016 | 1245    | 46                       | 33                       | 21                       | +13                      |    |    |    |     |